# Poncey-lès-Athée
Poncey-lès-Athée è un comune francese di 584 abitanti situato nel dipartimento della Côte-d'Or nella regione della Borgogna-Franca Contea.

## Società

### Evoluzione demografica
Abitanti censiti